# АЭС Арканзас
АЭС Арканзас (ANO) состоит из двух блоков с водо-водяными реакторами. Станция расположена на берегу озера Дарнаделлы в Расселвилле, Арканзас. Это единственная АЭС в Арканзасе.
АЭС Арканзас принадлежит корпорации Entergy и ей же управляется.

## Блоки

### Первый блок
Блок 1 имеет мощность 836 МВт и введён в эксплуатацию 19 декабря 1974 года. Его лицензия была выдана 21 мая 1974 года и действительна до 20 мая 2034 года. Реактор и турбогенератор блока были поставлены соответственно компаниями Babcock & Wilcox и Westinghouse, а также он использует озеро Дарданелл как источник охлаждения.

#### Второй блок
Блок 2 имеет мощность 988 МВт и начал эксплуатацию 26 марта 1980 года. Его лицензия была выдана 1 сентября 1978 года и действительна до 17 июля 2038 года. Реактор и турбогенератор блока были поставлены компаниями Combustion Engineering и General Electric, а также он использует систему рециркуляции воды из 136,7 метровой башни охлаждения

## Местное население
Комиссия по ядерному регулированию США определила две чрезвычайные зоны вокруг АЭС: первая зона (около 10 миль (16 км) вокруг АЭС), зона радиоактивного поражения и вторая зона 50 миль (80 км) — зона, связанная с радиоактивным влиянием на пищу и воду.
В 2010 население в радиусе 10 миль (16 км) от АЭС Арканзас составляло 44,139 человек. Согласно данным переписи населения США за 10 лет прирост населения составил 17,2 процента. В 2010 году население в радиусе 50 миль (80 км) составило 308,219 человек, прирост населения составил 13,3 процента, по сравнению с 2000 годом. Учитывались города в пределах 50 миль включая Расселвилл.

## Сейсмический риск
Согласно исследованию NRK, опубликованном в августе 2010, по оценке Комиссия по ядерному регулированию, риск землетрясения достаточно мал (1/243902) и может повлечь за собой серьёзное повреждение реактора..

## Дополнительные источники
- Entergy Nuclear — Arkansas Nuclear One
- NukeWorker
- History
- Arkansas Nuclear One Power Plant, Arkansas. Energy Information Administration, U.S. Department of Energy (DOE) (29 августа 2008). Дата обращения: 24 ноября 2008. Архивировано 19 декабря 2008 года.
- Arkansas Nuclear 1 Pressurized Water Reactor. Operating Nuclear Power Reactors. U.S. Nuclear Regulatory Commission (NRC) (14 февраля 2008). Дата обращения: 24 ноября 2008. Архивировано 19 января 2013 года.
- Arkansas Nuclear 2 Pressurized Water Reactor. Operating Nuclear Power Reactors. NRC (14 февраля 2008). Дата обращения: 24 ноября 2008. Архивировано 19 января 2013 года.